# مایکل شاین
مایکل شاین (انگلیسی: Michael Shine؛ زادهٔ september ۱۹, ۱۹۵۳ (۷۱ سال)) ورزشکار دو و میدانی اهل ایالات متحده آمریکا است.
وی در مسابقات کشوری و بین‌المللی در مجموع برندهٔ ۱ مدال نقره شده‌است.